# Jiřice
Jiřice (deutsch Jirschitz) ist eine Gemeinde in Tschechien. Sie liegt vier Kilometer südlich von Benátky nad Jizerou und gehört zum Okres Nymburk.

## Geographie

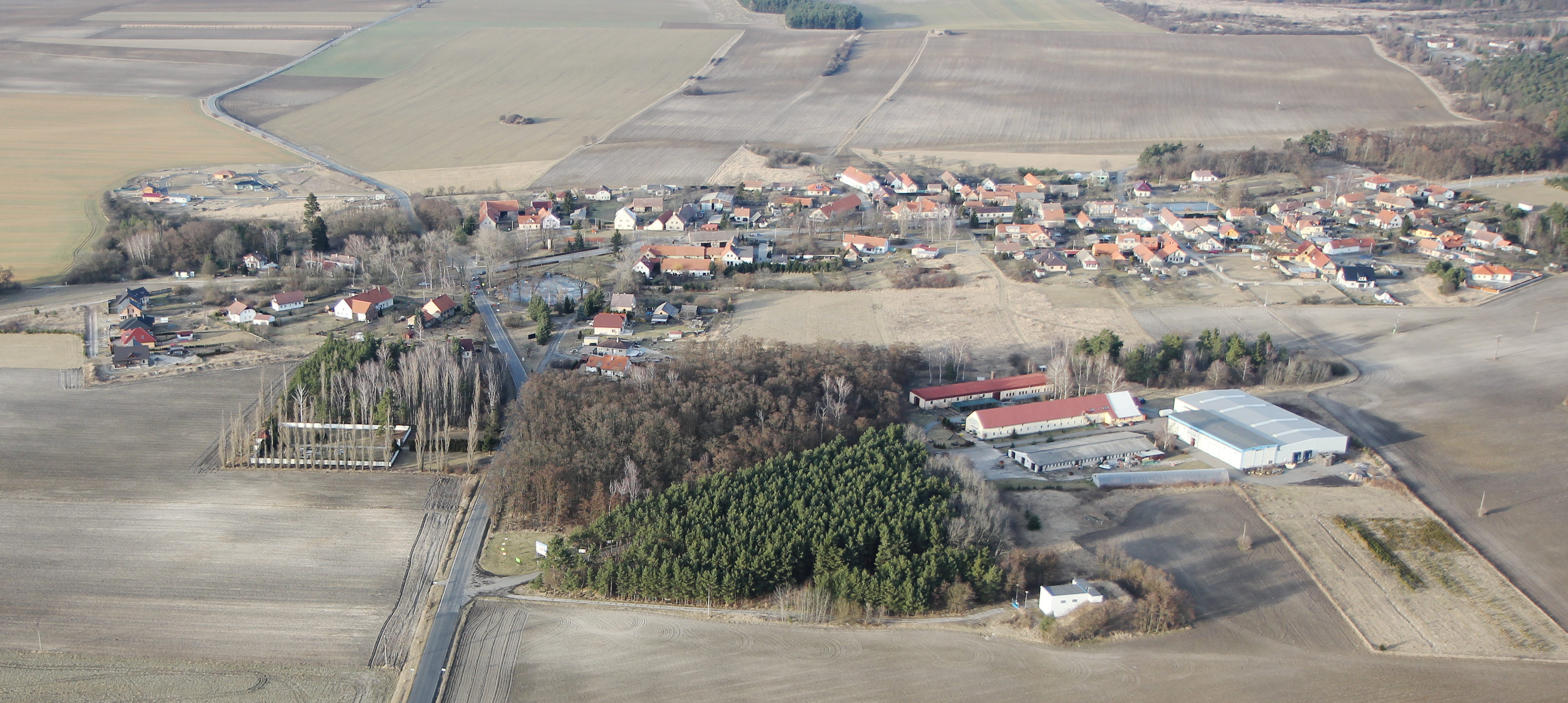
Jiřice im März 2012

Jiřice befindet sich am nördlichen Fuße des Hügels Jiřický kopec (250 m) auf der Böhmischen Tafel. Östlich liegt der Končina-Wald mit der Wüstung Mladá und die Strafvollzugsanstalt Jiřice. Nordöstlich erhebt sich der Benátecký vrch (251 m).
Nachbarorte sind Staré Benátky und Kbel im Norden, Lipník und Radenice im Nordosten, Boží Dar im Osten, Milovice im Südosten, Mladá und Benátecká Vrutice im Süden, Stará Lysá im Südwesten, Čihadla und Předměřice nad Jizerou im Westen sowie Kačov und Kochánky im Nordwesten.

## Geschichte
Die erste schriftliche Erwähnung von Žiřiciech erfolgte im Jahre 1479. Das westlich gelegene Dorf Mladá war bereits seit 1369 nachweislich. Jiřice, das im Laufe der Zeit als Zirzyczych, Girzicz,  Girzicze, Jirzycze, Girschitz und Giržicze bezeichnet wurde, war ein Teil der Herrschaft Dražice. Gepfarrt war der Ort zur Kirche St. Katharina in Mladá. Seit 1525 gehörte das Dorf zur Herrschaft Benatek.
Nach der Aufhebung der Patrimonialherrschaften bildete Jiřice ab 1850 eine Gemeinde im Bezirk Jung Bunzlau. 1869 bestand das Dorf aus 47 Häusern und hatte 272 Einwohner. Bis 1898 war die Einwohnerzahl auf 334 gestiegen. Bedeutsam für die Geschichte des Dorfes war die Errichtung des Truppenübungsplatzes Milowitz  mit Schießplatz und großem Übungsgelände im Konczina- und Mordwald im Jahre 1904. Dabei wurde das Dorf Mlada aufgelöst. 1910 erreichte Jirschitz mit 449 Einwohnern die höchste Bevölkerungszahl seiner Geschichte.
1914 entstand das Kriegsgefangenenlager Milowitz, in dem bis zu seiner Auflösung im Jahre 1916 46.000 Kriegsgefangene interniert waren.
Nach der deutschen Besetzung übernahm 1939 die Wehrmacht den Truppenübungsplatz Milowitz. Dabei wurden die Bewohner der umliegenden Dörfer bis 1940 aus ihren Häusern vertrieben. Nach dem Zweiten Weltkrieg übernahm die Tschechoslowakische Armee das Militärgelände wieder. 1961 wurde Jiřice nach Benátecká Vrutice eingemeindet und kam zugleich zum Okres Nymburk. 1968 besetzte die Rote Armee im Zuge der Niederschlagung des Prager Frühlings den Truppenübungsplatz und errichtete im Končina-Wald ihr Hauptquartier. Östlich von Jiřice errichteten die Sowjets ein Schießplatz Alexandrovka.
Nach dem Abzug der Roten Armee begann 1991 im Komplex der Hauptkommandantur der sowjetischen Truppen in der Tschechoslowakei die Errichtung der Strafvollzugsanstalt Jiřice. 1992 entstand die Gemeinde Jiřice wieder. Das Gefängnis wurde 1994 eröffnet, nachdem die Rekonstruktion des Komplexes zur Hälfte abgeschlossen war. Beendet wurden die Arbeiten am Gefängnis im Jahre 2000.

## Gemeindegliederung
Für die Gemeinde Jiřice sind keine Ortsteile ausgewiesen.

## Sehenswürdigkeiten
- Schloss Bon Repos bei Čihadla, südwestlich des Dorfes
- Glockenturm in Jiřice, errichtet 1818
- Kruzifix, am Glockenturm
- Marterl